# 早稲田大学會津八一記念博物館
早稲田大学會津八一記念博物館（わせだだいがくあいづやいちきねんはくぶつかん）は、東京都新宿区西早稲田一丁目の早稲田大学早稲田キャンパス内にある大学博物館。早稲田大学文学部教授を務めた美術史家の會津八一を記念して、1998年（平成10年）に早稲田大学2号館（旧・図書館）内に設置された。東洋美術・近代美術・考古学を主要な対象領域として2万点超の作品・資料を収蔵している。

## 概要
會津八一が生涯をかけて蒐集した東洋美術のコレクションをはじめ、戦前より行われた考古学の発掘資料、寄贈された近現代の美術作品、土佐林コレクションのアイヌ民族資料、大学校友から寄贈された近代美術作品などを収蔵・展示し、大学内外の教育や研究のために活動している。早稲田大学が管理・運営している。

## 沿革
早稲田大学文学科在学中より美術研究に触れていた會津八一は、大学卒業後に新潟県の有恒学舎（現・新潟県立有恒高等学校）の英語教員となってからも、教員生活の傍らで美術史研究の素養を積み、1910年（明治43年）9月に坪内逍遥に招かれて早稲田中学校の英語教員に転職・上京したのを機に、より一層美術史学研究を進め、1926年（大正15年）には早稲田大学文学部講師となって東洋美術史の講義を担当することとなった。會津は実物を重視する方針を掲げ、学生を引率して奈良への実習旅行を行った一方で、上京後は教育・研究のために古美術品の購入・蒐集も始めたが、これが後の會津コレクションの土台となった。また、文学部講師に就任した同年、會津は『早稲田大学新聞』紙上に「実物尊重の学風」を発表して大学内に博物館を設置することの重要性を訴えたが、それから72年経過した1998年に奥島孝康総長（当時）ら大学関係者の働きかけにより會津八一記念博物館が設置・開館するに至った。

### 歴代館長
- 初代 高橋栄一（1998年4月1日〜2002年3月31日）[4]
- 2代 野口洋二（2002年4月1日〜2003年3月31日）[4]
- 3代 大橋一章（文学学術院教授・2003年4月1日〜2011年3月31日）[4]
- 4代 藪野健（理工学術院教授・2011年4月1日〜2012年3月31日）[4]
- 5代 塚原史（法学学術院教授・2012年9月21日〜）[4]

## 建物

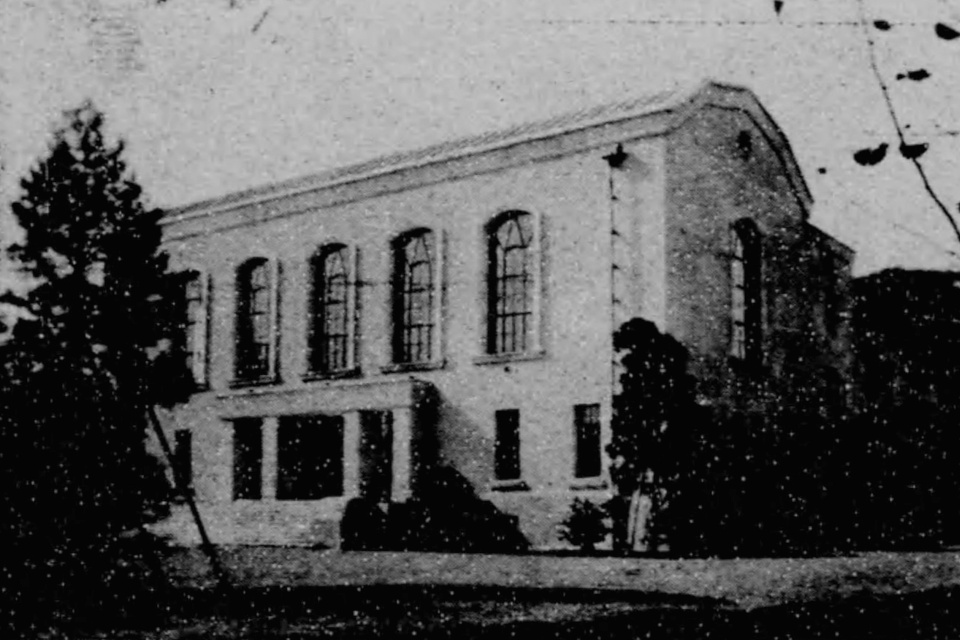
早稲田大学旧図書館（1929年）

會津八一記念博物館が使用している早稲田大学2号館は、1925年（大正14年）に竣工してから、1991年（平成3年）に安部球場跡地に早稲田大学中央図書館が開館、機能が移転するまで大学図書館として使用された。會津が「実物尊重の学風」の文中にて、博物館の設立を希望する旨のくだりに引き合いとして出した「新築の図書館」が同館であり、彼の願いは主要図書館としての役目を終えた2号館を博物館として再生・開館することで実現することとなった。
現在、早稲田大学では2番目に古い鉄筋コンクリート建築物で、建築家・今井兼次のデビュー作でもある。1999年（平成11年）には東京都選定歴史的建造物に選定された。

### 建物概要
- 鉄筋コンクリート造一部鉄骨造・2階建て地下1階[6]

### 同居の他機関
- 早稲田大学高田早苗記念研究図書館 - 1994年（平成6年）4月1日、中央図書館移転後に空いた書庫部分を利用する形で、研究図書館として開館した[7]。図書館への入口は會津八一記念博物館入口（北側入口）と反対側にある南側入口である[7]。
- 早稲田大学大学史資料センター 常設展 大隈記念室 - 早稲田大学創立者の大隈重信の生涯をテーマとして彼の遺品や資料を展示するため、2007年（平成19年）に早稲田大学創立125周年を記念して開室したが、2017年（平成29年）8月6日に閉室する予定である[8]。

## 外部との連携
1975年に開館した新潟市會津八一記念館と行事の開催などで連携している。

## 利用情報
- 開館時間 - 10:00〜17:00（入館は16:30まで） - 會津八一記念博物館主催展示の会期中のみ、企画展示室については金曜日は18:00まで開室（入室は17:30まで）[9]
- 休館日 - 日曜日・祝日・大学が定めた休日[9]
- 入館料 - 無料[9]

## 交通アクセス

### 鉄道
- 山手線・西武新宿線高田馬場駅から徒歩20分[9]
- 東京メトロ東西線早稲田駅（3aまたは3b出口）から徒歩5分[9]
- 東京メトロ副都心線西早稲田駅から徒歩20分[9]
- 都電荒川線早稲田停留場から徒歩5分[9]

### バス
- 都営バス高田馬場駅前から早大正門行終点下車徒歩1分[9]